# Sint-Truidense VV in het seizoen 2006/07
Sint-Truiden kwam in het seizoen 2006/07 uit in de Belgische Eerste Klasse, de hoogste afdeling in het Belgisch voetbal. Sint-Truiden eindigde vijftiende plek, waardoor de club ook het volgende seizoen in Eerste Klasse mocht spelen.

## Overzicht
Sint-Truiden kende een woelig seizoen in 2006-07. De Belg Thomas Caers begon het seizoen als hoofdcoach van STVV, nadat hij in februari van 2006 was aangetrokken als vervanger voor Eddy Raymaekers en Peter Voets. De Limburgse ploeg begon slecht aan de competitie, door uit de eerste drie wedstrijden slechts één punt te halen. Op de vierde speeldag werd er voor het eerst gewonnen, tegen Germinal Beerschot, maar daarna ging het weer bergaf met de Truienaren. Na de elfde speeldag had STVV nog maar zeven punten verzameld, en stond de club op de voorlaatste plaats. Thomas Caers hield de eer aan zichzelf, en zette een stap opzij. Hulptrainer Peter Voets nam zijn taken voorlopig over. Twee weken later, op 22 november, werd de 61-jarige Nederlander Henk Houwaart gepresenteerd als nieuwe trainer van Sint-Truiden.
Vanaf speeldag 12 werd er drie keer op rij gewonnen, waardoor de ploeg steeg naar plek 13 in het klassement. Na een paar wisselende prestaties konden de Haspengouwers zelfs even klimmen naar plek tien. Maar vervolgens ging het weer bergafwaarts met STVV. Vanaf speeldag 20 kon er maar liefst elf keer op rij niet gewonnen worden. Na speeldag 27 beslisten Henk Houwaart en de clubleiding in onderling overleg om de samenwerking te verbreken. Peter Voets nam opnieuw de leiding in handen, ditmaal tot het einde van het seizoen. De laatste wedstrijden van het kampioenschap kon Sint-Truiden weer enkele wedstrijden winnen, waardoor het behoud in Eerste Klasse vrij snel veilig gesteld kon worden. Sint-Truiden eindigde het seizoen op de vijftiende plaats, met 35 punten.

## Ploegsamenstelling
| Nr. | Naam                     | Positie      | Nationaliteit  | Geboortedatum     |
| --- | ------------------------ | ------------ | -------------- | ----------------- |
| 1   | Frank Boeckx             | Doelman      | België         | 27 september 1986 |
| 3   | Nicky Hayen              | Verdediger   | België         | 16 augustus 1980  |
| 4   | Jonas Bogaerts           | Verdediger   | België         | 6 maart 1987      |
| 6   | Marc Hendrickx           | Middenvelder | België         | 2 juli 1974       |
| 7   | Henri Munyaneza          | Aanvaller    | Rwanda         | 19 juni 1984      |
| 8   | Niels Prud'homme         | Middenvelder | België         | 16 mei 1985       |
| 9   | Désiré Mbonabucya        | Aanvaller    | Rwanda         | 25 februari 1977  |
| 10  | Hamdi Bouslama           | Aanvaller    | België         | 30 januari 1987   |
| 11  | Pieter-Jan Van Oudenhove | Verdediger   | België         | 20 februari 1987  |
| 12  | Jeroen Appeltans         | Middenvelder | België         | 27 augustus 1990  |
| 13  | Cephas Chimedza          | Middenvelder | Zimbabwe       | 5 december 1984   |
| 14  | Landry Mulemo            | Verdediger   | Congo-Kinshasa | 17 september 1986 |
| 15  | Kris Buvens              | Middenvelder | België         | 30 december 1979  |
| 16  | Jeroen Simaeys           | Middenvelder | België         | 12 mei 1985       |
| 17  | Peter Delorge            | Middenvelder | België         | 19 april 1980     |
| 19  | Vilmos Vanczák           | Verdediger   | Hongarije      | 20 juni 1983      |
| 20  | Sander Debroux           | Middenvelder | België         | 23 september 1982 |
| 22  | Simon Mignolet           | Doelman      | België         | 6 maart 1988      |
| 23  | Rocky Peeters            | Middenvelder | België         | 18 augustus 1979  |
| 24  | Giel Deferm              | Middenvelder | België         | 30 juni 1988      |
| 28  | Asanda Sishuba           | Aanvaller    | Zuid-Afrika    | 14 april 1980     |
| 29  | Egon Wisniowski          | Verdediger   | België         | 19 februari 1985  |
| 30  | Bart Deelkens            | Doelman      | België         | 25 april 1978     |
| 33  | Ilija Stolica            | Aanvaller    | Servië         | 7 juli 1978       |
| 34  | Peter Van Houdt          | Aanvaller    | België         | 4 november 1976   |
| 35  | Carlos Mesquita          | Middenvelder | Brazilië       | 4 mei 1988        |

### Trainersstaf
- Thomas Caers (hoofdcoach tot november 2006)
- Henk Houwaart (hoofdcoach van november 2006 tot april 2007)
- Peter Voets (hoofdcoach vanaf april 2007)

### Transfers
| - Cephas Chimedza (Germinal Beerschot) - Marc Hendrikx (Germinal Beerschot) - Carlos Mesquita (Ituano FC) - Simon Mignolet (eigen jeugd) - Henri Munyaneza (FCV Dender) - Asanda Sishuba (Heusden-Zolder) - Peter Van Houdt (MSV Duisburg) - Vilmos Vanczák (Újpest FC) | - Christopher Baratto (KVSK United) - Dimitri de Condé (KVSK United) - Kristof Delorge (KFC Verbroedering Geel) - Tamás Hajnal (1. FC Kaiserslautern) - Claude Kalisa (einde contract) - Kristof Lardenoit (KSK Beveren) - Jari Niemi (Tampere United) - Marco Nijs (KVK Tienen) - Jurgen Rutten (KSK Hasselt) - Brendon Šantalab (Újpest FC) - Ilija Stolica (RAEC Bergen) - Ibrahim Tankary (Union Saint-Gilloise) - David Van Hoyweghen (KSK Beveren) |

## Oefenwedstrijden
|                                    |                     |       |                      |  |
| Zaterdag 24 juni 2006, 19:00 uur   | Herk Sport Hasselt  | 2 - 3 | Sint-Truiden         |  |
|                                    |                     |       |                      |  |
|                                    |                     |       |                      |  |
| Zondag 25 juni 2006, 18:00 uur     | Herk-de-Stad FC     | 0 - 9 | Sint-Truiden         |  |
|                                    |                     |       |                      |  |
|                                    |                     |       |                      |  |
| Donderdag 29 juni 2006, 19:00 uur  | Sint-Truiden        | 4 - 3 | Nagoya Grampus Eight |  |
|                                    |                     |       |                      |  |
|                                    |                     |       |                      |  |
| Zaterdag 1 juli 2006, 19:00 uur    | KVV Heusden-Zolder  | 0 - 3 | Sint-Truiden         |  |
|                                    |                     |       |                      |  |
|                                    |                     |       |                      |  |
| Vrijdag 7 juli 2006, 19:30 uur     | KVK Tienen          | 2 - 1 | Sint-Truiden         |  |
|                                    |                     |       |                      |  |
|                                    |                     |       |                      |  |
| Dinsdag 11 juli 2006, 19:00 uur    | Sint-Truiden        | 2 - 1 | Maccabi Haifa        |  |
|                                    |                     |       |                      |  |
|                                    |                     |       |                      |  |
| Zaterdag 15 juli 2006, 19:00 uur   | Oud-Heverlee Leuven | 3 - 2 | Sint-Truiden         |  |
|                                    |                     |       |                      |  |
|                                    |                     |       |                      |  |
| Woensdag 19 juli 2006, 19:45 uur   | MVV Maastricht      | 1 - 1 | Sint-Truiden         |  |
|                                    |                     |       |                      |  |
|                                    |                     |       |                      |  |
| Zaterdag 22 juli 2006, 20:00 uur   | Sint-Truiden        | 0 - 0 | Roda JC Kerkrade     |  |
|                                    |                     |       |                      |  |
|                                    |                     |       |                      |  |
| Woensdag 4 oktober 2006, 19:00 uur | Sint-Truiden        | 4 - 1 | PSV Eindhoven        |  |
|                                    |                     |       |                      |  |

## Eerste Klasse

#### Wedstrijden
| | |       | | |
| Zondag 30 juli 2006, 20:30 uur                                                                                                | Sint-Truiden | 2 - 4 | RSC Anderlecht | |
| Staaien, Sint-Truiden Toeschouwers: 11.337 Scheidsrechter: Luc Wouters Speeldag 1 Eerste Klasse 2006-07                       | Landry Mulemo 6' Sander Debroux 37' Henri Munyaneza 59' Asanda Sishuba 69'                                                          |       | 20' Jelle Van Damme 35' Ahmed Hassan 44' Yves Vanderhaeghe 51' Bart Goor 77' (pen.) Nicky Hayen 88' Mohamed Tchité 89' Mohamed Tchité          | Opstelling Sint-Truiden: Bart Deelkens, Sander Debroux, Nicky Hayen, Landry Mulemo, Egon Wisniowski, Kris Buvens, Peter Delorge, Marc Hendrikx, Rocky Peeters, Jeroen Simaeys, Henri Munyaneza Wissels Sint-Truiden: 57' Marc Hendrikx Asanda Sishuba 57' Rocky Peeters Peter Van Houdt 81' Henri Munyaneza Désiré Mbonabucya                     |
| | |       | | |
| Zaterdag 5 augustus 2006, 20:00 uur                                                                                           | RAEC Bergen | 2 - 0 | Sint-Truiden | |
| Stade Charles Tondreau, Bergen Toeschouwers: 3.500 Scheidsrechter: Kris Bellon Speeldag 2 Eerste Klasse 2006-07               | Mounir Soufiani 60' Mohamed Dahmane 84' Wilfried Dalmat 89'                                                                         |       | 16' Sander Debroux 40' Sander Debroux 82' Peter Delorge 83' Peter Delorge 84' Bart Deelkens                                                    | Opstelling Sint-Truiden: Bart Deelkens, Sander Debroux, Nicky Hayen, Landry Mulemo, Egon Wisniowski, Kris Buvens, Peter Delorge, Marc Hendrikx, Rocky Peeters, Jeroen Simaeys, Henri Munyaneza Wissels Sint-Truiden: 68' Kris Buvens Niels Prud'homme 73' Henri Munyaneza Peter Van Houdt 85' Landry Mulemo Ilija Stolica                         |
| | |       | | |
| Zaterdag 19 augustus 2006, 20:00 uur                                                                                          | FC Brussels | 2 - 2 | Sint-Truiden | |
| Edmond Machtensstadion, Sint-Jans-Molenbeek Toeschouwers: 4.500 Scheidsrechter: Geert Barbry Speeldag 3 Eerste Klasse 2006-07 | Dieudonné Kalulika 22' Julien Gorius 53'                                                                                            |       | 19' Peter Van Houdt 38' Marc Hendrikx 55' Peter Van Houdt 88' Jeroen Simaeys                                                                   | Opstelling Sint-Truiden: Bart Deelkens, Landry Mulemo, Vilmos Vanczák, Egon Wisniowski, Cephas Chimedza, Marc Hendrikx, Rocky Peeters, Jeroen Simaeys, Asanda Sishuba, Henri Munyaneza, Peter Van Houdt Wissels Sint-Truiden: 75' Asanda Sishuba Marco Nijs 82' Kris Buvens Cephas Chimedza 87' Henri Munyaneza Ilija Stolica                     |
| | |       | | |
| Zaterdag 26 augustus 2006, 20:00 uur                                                                                          | Sint-Truiden | 2 - 0 | Germinal Beerschot | |
| Staaien, Sint-Truiden Toeschouwers: 6.500 Scheidsrechter: Joeri Van de Velde Speeldag 4 Eerste Klasse 2006-07                 | Rocky Peeters 31' Peter Van Houdt 46' Jeroen Simaeys 68' Ilija Stolica 88'                                                          |       | 33' François Sterchele 84' Victor Figueroa | Opstelling Sint-Truiden: Bart Deelkens, Nicky Hayen, Landry Mulemo, Vilmos Vanczák, Cephas Chimedza, Marc Hendrikx, Rocky Peeters, Jeroen Simaeys, Asanda Sishuba, Henri Munyaneza, Peter Van Houdt Wissels Sint-Truiden: 63' Asanda Sishuba Sander Debroux 74' Henri Munyaneza Ilija Stolica 84' Jeroen Simaeys Peter Delorge                    |
| | |       | | |
| Zaterdag 9 september 2006, 20:00 uur                                                                                          | KVC Westerlo | 1 - 0 | Sint-Truiden | |
| 't Kuipje, Westerlo Toeschouwers: 5.000 Scheidsrechter: Claude Bourdouxhe Speeldag 5 Eerste Klasse 2006-07                    | Wim Mennes 32' Patrick Ogunsoto 70' Bernt Evens 73' Bart Van den Eede 90'                                                           |       | 22' Rocky Peeters | Opstelling Sint-Truiden: Bart Deelkens, Nicky Hayen, Landry Mulemo, Vilmos Vanczák, Cephas Chimedza, Marc Hendrikx, Rocky Peeters, Jeroen Simaeys, Asanda Sishuba, Henri Munyaneza, Peter Van Houdt Wissels Sint-Truiden: 46' Rocky Peeters Henri Munyaneza 46' Sander Debroux Ilija Stolica 69' Asanda Sishuba Marco Nijs                        |
| | |       | | |
| Zondag 17 september 2006, 20:30 uur                                                                                           | Sint-Truiden | 2 - 3 | Club Brugge | |
| Staaien, Sint-Truiden Toeschouwers: 12.000 Scheidsrechter: Stéphane Breda Speeldag 6 Eerste Klasse 2006-07                    | Henri Munyaneza 18' Vilmos Vanczák 52' Vilmos Vanczák 64' Rocky Peeters 70' Bart Deelkens 90'                                       |       | 34' Salou Ibrahim 57' Jonathan Blondel 85' Philippe Clement 90' Boško Balaban                                                                  | Opstelling Sint-Truiden: Bart Deelkens, Sander Debroux, Nicky Hayen, Landry Mulemo, Vilmos Vanczák, Cephas Chimedza, Marc Hendrikx, Rocky Peeters, Jeroen Simaeys, Henri Munyaneza, Peter Van Houdt Wissels Sint-Truiden: 77' Peter Van Houdt Asanda Sishuba 82' Cephas Chimedza Peter Delorge 85' Henri Munyaneza Ilija Stolica                  |
| | |       | | |
| Zaterdag 23 september 2006, 20:00 uur                                                                                         | Excelsior Moeskroen | 1 - 0 | Sint-Truiden | |
| Le Canonnier, Moeskroen Toeschouwers: 4.000 Scheidsrechter: Peter Jordens Speeldag 7 Eerste Klasse 2006-07                    | Karim Fellahi 82' Jean-Philippe Charlet 89' Alexandre Teklak 90'                                                                    |       | 13' Landry Mulemo | Opstelling Sint-Truiden: Bart Deelkens, Nicky Hayen, Landry Mulemo, Vilmos Vanczák, Kris Buvens, Cephas Chimedza, Peter Delorge, Marc Hendrikx, Marco Nijs, Henri Munyaneza, Peter Van Houdt Wissels Sint-Truiden: 72' Marco Nijs Asanda Sishuba 80' Peter Van Houdt Ilija Stolica 85' Henri Munyaneza Ilija Stolica                              |
| | |       | | |
| Zaterdag 30 september 2006, 20:00 uur                                                                                         | Sint-Truiden | 1 - 0 | KSC Lokeren | |
| Staaien, Sint-Truiden Toeschouwers: 6.500 Scheidsrechter: Jean-Baptist Bultynck Speeldag 8 Eerste Klasse 2006-07              | Henri Munyaneza 24' Bart Deelkens 26'                                                                                               |       | 37' Hassan El Mouataz | Opstelling Sint-Truiden: Bart Deelkens, Nicky Hayen, Landry Mulemo, Vilmos Vanczák, Kris Buvens, Cephas Chimedza, Peter Delorge, Marc Hendrikx, Rocky Peeters, Henri Munyaneza, Peter Van Houdt Wissels Sint-Truiden: 19' Rocky Peeters Jeroen Simaeys 30' Peter Van Houdt Frank Boeckx 63' Kris Buvens Sander Debroux                            |
| | |       | | |
| Zaterdag 14 oktober 2006, 20:00 uur                                                                                           | Sporting Charleroi | 2 - 1 | Sint-Truiden | |
| Stade du Pays de Charleroi, Charleroi Toeschouwers: 9.091 Scheidsrechter: Frederik Geldhof Speeldag 9 Eerste Klasse 2006-07   | Tim Smolders 57' Mahamoudou Kéré 68'                                                                                                |       | 10' (own) Nicky Hayen 39' Landry Mulemo 65' Asanda Sishuba 87' Peter Van Houdt                                                                 | Opstelling Sint-Truiden: Bart Deelkens, Sander Debroux, Nicky Hayen, Landry Mulemo, Vilmos Vanczák, Kris Buvens, Peter Delorge, Marc Hendrikx, Marco Nijs, Henri Munyaneza, Peter Van Houdt Wissels Sint-Truiden: 63' Landry Mulemo Asanda Sishuba 63' Kris Buvens Jeroen Simaeys 79' Sander Debroux Ilija Stolica                                |
| | |       | | |
| Zondag 29 oktober 2006, 20:30 uur                                                                                             | Sint-Truiden | 1 - 2 | KRC Genk | |
| Staaien, Sint-Truiden Toeschouwers: 11.337 Scheidsrechter: Paul Allaerts Speeldag 10 Eerste Klasse 2006-07                    | Asanda Sishuba 28' Peter Van Houdt 35' Peter Delorge 38' Sander Debroux (own) 44' Cephas Chimedza 63' Marc Hendrikx 66'             |       | 14' Goran Ljubojević 51' Sébastien Pocognoli 66' Wouter Vrancken 89' Sébastien Pocognoli                                                       | Opstelling Sint-Truiden: Bart Deelkens, Sander Debroux, Nicky Hayen, Vilmos Vanczák, Cephas Chimedza, Peter Delorge, Marc Hendrikx, Jeroen Simaeys, Asanda Sishuba, Henri Munyaneza, Peter Van Houdt Wissels Sint-Truiden: 69' Sander Debroux Ilija Stolica 69' Asanda Sishuba Marco Nijs 82' Henri Munyaneza Hamdi Bouslama                      |
| | |       | | |
| Zondag 5 november 2006, 20:30 uur                                                                                             | SV Zulte Waregem | 3 - 0 | Sint-Truiden | |
| Regenboogstadion, Waregem Toeschouwers: 5.000 Scheidsrechter: Christophe Delacour Speeldag 11 Eerste Klasse 2006-07           | Loris Reina 19' Matthieu Verschuere 61' Nathan D'Haemers 75' Stefan Leleu 79'                                                       |       | 118' Jeroen Simaeys | Opstelling Sint-Truiden: Bart Deelkens, Sander Debroux, Nicky Hayen, Vilmos Vanczák, Cephas Chimedza, Peter Delorge, Marc Hendrikx, Jeroen Simaeys, Asanda Sishuba, Ilija Stolica, Peter Van Houdt Wissels Sint-Truiden: 57' Asanda Sishuba Henri Munyaneza 78' Ilija Stolica Hamdi Bouslama                                                      |
| | |       | | |
| Zaterdag 11 november 2006, 20:00 uur                                                                                          | Sint-Truiden | 4 - 0 | SK Lierse | |
| Staaien, Sint-Truiden Toeschouwers: 6.500 Scheidsrechter: Johny Ver Eecke Speeldag 12 Eerste Klasse 2006-07                   | Vilmos Vanczák 28' Nicky Hayen 41' Vilmos Vanczák 45' Landry Mulemo 52' Kris Buvens 78' Cephas Chimedza 81'                         |       | 62' Mario Verheyen 68' Marko Andić 90' Ernandes Bueno de Castro                                                                                | Opstelling Sint-Truiden: Bart Deelkens, Sander Debroux, Nicky Hayen, Landry Mulemo, Vilmos Vanczák, Kris Buvens, Cephas Chimedza, Peter Delorge, Asanda Sishuba, Ilija Stolica, Peter Van Houdt Wissels Sint-Truiden: 72' Asanda Sishuba Henri Munyaneza 76' Ilija Stolica Rocky Peeters 88' Cephas Chimedza Niels Prud'homme                     |
| | |       | | |
| Zaterdag 18 november 2006, 20:00 uur                                                                                          | Standard Luik | 1 - 2 | Sint-Truiden | |
| Maurice Dufrasnestadion, Luik Toeschouwers: 22.000 Scheidsrechter: Johan Verbist Speeldag 13 Eerste Klasse 2006-07            | Miguel Areias 40' Miguel Areias 74'                                                                                                 |       | 19' Rocky Peeters 32' Vilmos Vanczák 50' Peter Delorge 56' Sander Debroux 61' Marc Hendrikx 76' Peter Van Houdt 81' Peter Van Houdt            | Opstelling Sint-Truiden: Bart Deelkens, Sander Debroux, Nicky Hayen, Landry Mulemo, Vilmos Vanczák, Cephas Chimedza, Peter Delorge, Marc Hendrikx, Rocky Peeters, Asanda Sishuba, Peter Van Houdt Wissels Sint-Truiden: 56' Asanda Sishuba Henri Munyaneza 60' Rocky Peeters Jeroen Simaeys 86' Landry Mulemo Marco Nijs                          |
| | |       | | |
| Zaterdag 25 november 2006, 20:00 uur                                                                                          | Sint-Truiden | 2 - 0 | Cercle Brugge | |
| Staaien, Sint-Truiden Toeschouwers: 7.000 Scheidsrechter: Gaëtan Simon Speeldag 14 Eerste Klasse 2006-07                      | Peter Van Houdt 31' Landry Mulemo 33' Jeroen Simaeys 48' Peter Delorge 72'                                                          |       | 27' Slobodan Slović 70' Denis Viane | Opstelling Sint-Truiden: Bart Deelkens, Sander Debroux, Nicky Hayen, Landry Mulemo, Vilmos Vanczák, Cephas Chimedza, Peter Delorge, Rocky Peeters, Asanda Sishuba, Henri Munyaneza, Peter Van Houdt Wissels Sint-Truiden: 46' Henri Munyaneza Jeroen Simaeys 67' Rocky Peeters Kris Buvens 87' Cephas Chimedza Ilija Stolica                      |
| | |       | | |
| Zaterdag 2 december 2006, 20:00 uur                                                                                           | AA Gent | 3 - 1 | Sint-Truiden | |
| Jules Ottenstadion, Gent Toeschouwers: 7.003 Scheidsrechter: Raf Bylois Speeldag 15 Eerste Klasse 2006-07                     | Adekanmi Olufade 1' Dominic Foley 7' Adekanmi Olufade 14' Frédéric Herpoel 62' Adekanmi Olufade 68' Dario Smoje 72' Alin Stoica 88' |       | 25' Asanda Sishuba 48' Rocky Peeters | Opstelling Sint-Truiden: Bart Deelkens, Sander Debroux, Nicky Hayen, Landry Mulemo, Vilmos Vanczák, Cephas Chimedza, Marco Nijs, Rocky Peeters, Jeroen Simaeys, Asanda Sishuba, Peter Van Houdt Wissels Sint-Truiden: 46' Sander Debroux Henri Munyaneza 46' Vilmos Vanczák Kris Buvens 83' Rocky Peeters Jonas Bogaerts                          |
| | |       | | |
| Zaterdag 9 december 2006, 20:00 uur                                                                                           | Sint-Truiden | 1 - 1 | KSV Roeselare | |
| Staaien, Sint-Truiden Toeschouwers: 6.000 Scheidsrechter: Laurent Colements Speeldag 16 Eerste Klasse 2006-07                 | Jeroen Simaeys 77' Kris Buvens 82' Kris Buvens 87'                                                                                  |       | 58' Björn Smits 77' Chemcedine El Araichi 87' Frederik Vanderbiest                                                                             | Opstelling Sint-Truiden: Frank Boeckx, Sander Debroux, Landry Mulemo, Vilmos Vanczák, Cephas Chimedza, Peter Delorge, Rocky Peeters, Jeroen Simaeys, Asanda Sishuba, Ilija Stolica, Peter Van Houdt Wissels Sint-Truiden: 46' Ilija Stolica Henri Munyaneza 63' Cephas Chimedza Kris Buvens                                                       |
| | |       | | |
| Zaterdag 16 december 2006, 20:00 uur                                                                                          | KSK Beveren | 1 - 2 | Sint-Truiden | |
| Freethielstadion, Beveren Toeschouwers: 6.000 Scheidsrechter: Philippe Vinche Speeldag 17 Eerste Klasse 2006-07               | Davy Theunis 40' Karel Snoeckx 57' Mahamadou Dissa 73' Yao Kouassi Gervinho 89'                                                     |       | 8' Jeroen Simaeys 10' Peter Delorge 42' Sander Debroux 55' Jeroen Simaeys 67' Henri Munyaneza 89' Peter Van Houdt                              | Opstelling Sint-Truiden: Frank Boeckx, Sander Debroux, Nicky Hayen, Landry Mulemo, Kris Buvens, Cephas Chimedza, Peter Delorge, Rocky Peeters, Jeroen Simaeys, Asanda Sishuba, Peter Van Houdt Wissels Sint-Truiden: 31' Cephas Chimedza Henri Munyaneza 77' Henri Munyaneza Pieter-Jan Van Oudenhove                                             |
| | |       | | |
| Zaterdag 20 januari 2007, 20:00 uur                                                                                           | RSC Anderlecht | 2 - 0 | Sint-Truiden | |
| Constant Vanden Stockstadion, Anderlecht Toeschouwers: 24.119 Scheidsrechter: Luc Wouters Speeldag 18 Eerste Klasse 2006-07   | Ahmed Hassan 26' Mohamed Tchité 78'                                                                                                 |       | 27' Rocky Peeters 44' Pieter-Jan Van Oudenhove                                                                                                 | Opstelling Sint-Truiden: Bart Deelkens, Nicky Hayen, Vilmos Vanczák, Pieter-Jan Van Oudenhove, Peter Delorge, Marc Hendrikx, Rocky Peeters, Jeroen Simaeys, Asanda Sishuba, Hamdi Bouslama, Peter Van Houdt Wissels Sint-Truiden: 46' Hamdi Bouslama Henri Munyaneza 71' Asanda Sishuba Kris Buvens                                               |
| | |       | | |
| Zaterdag 27 januari 2007, 20:00 uur                                                                                           | Sint-Truiden | 1 - 0 | RAEC Bergen | |
| Staaien, Sint-Truiden Toeschouwers: 6.000 Scheidsrechter: Jean-Baptist Bultynck Speeldag 19 Eerste Klasse 2006-07             | Landry Mulemo 24' Nicky Hayen 40' Landry Mulemo 82' Peter Van Houdt 85'                                                             |       | 9' Frédéric Jay 19' Wamberto de Jesus Sousa Campos                                                                                             | Opstelling Sint-Truiden: Bart Deelkens, Nicky Hayen, Landry Mulemo, Vilmos Vanczák, Cephas Chimedza, Peter Delorge, Marc Hendrikx, Rocky Peeters, Jeroen Simaeys, Asanda Sishuba, Peter Van Houdt Wissels Sint-Truiden: 46' Rocky Peeters Henri Munyaneza 58' Marc Hendrikx Pieter-Jan Van Oudenhove 89' Jeroen Simaeys Egon Wisniowski           |
| | |       | | |
| Zaterdag 3 februari 2007, 20:00 uur                                                                                           | Sint-Truiden | 2 - 2 | FC Brussels | |
| Staaien, Sint-Truiden Toeschouwers: 6.500 Scheidsrechter: Philippe Vinche Speeldag 20 Eerste Klasse 2006-07                   | Henri Munyaneza 28' Asanda Sishuba 70' Cephas Chimedza 72'                                                                          |       | 36' Julien Gorius 62' Zoltán Pető 63' Zola Matumona 75' Mickaël Citony 83' Dieudonné Kalulika                                                  | Opstelling Sint-Truiden: Bart Deelkens, Sander Debroux, Nicky Hayen, Vilmos Vanczák, Egon Wisniowski, Kris Buvens, Cephas Chimedza, Peter Delorge, Asanda Sishuba, Henri Munyaneza, Peter Van Houdt Wissels Sint-Truiden: 69' Sander Debroux Pieter-Jan Van Oudenhove 89' Henri Munyaneza Hamdi Bouslama                                          |
| | |       | | |
| Zaterdag 10 februari 2007, 20:00 uur                                                                                          | Germinal Beerschot | 3 - 2 | Sint-Truiden | |
| Olympisch Stadion, Antwerpen Toeschouwers: 7.000 Scheidsrechter: Peter Jordens Speeldag 21 Eerste Klasse 2006-07              | Kurt Van Dooren 33' Jurgen Cavens 44' Gustavo Colman 48' Jonas De Roeck 57' King Gyan Osei 65' Justice Wamfor 72'                   |       | 39' Landry Mulemo 47' Asanda Sishuba 56' Nicky Hayen 83' Asanda Sishuba                                                                        | Opstelling Sint-Truiden: Bart Deelkens, Nicky Hayen, Landry Mulemo, Vilmos Vanczák, Egon Wisniowski, Kris Buvens, Cephas Chimedza, Peter Delorge, Marc Hendrikx, Asanda Sishuba, Peter Van Houdt Wissels Sint-Truiden: 53' Egon Wisniowski Henri Munyaneza 56' Peter Van Houdt Sander Debroux 73' Kris Buvens Hamdi Bouslama                      |
| | |       | | |
| Zaterdag 17 februari 2007, 20:00 uur                                                                                          | Sint-Truiden | 0 - 2 | KVC Westerlo | |
| Staaien, Sint-Truiden Toeschouwers: 7.000 Scheidsrechter: Claude Bourdouxhe Speeldag 22 Eerste Klasse 2006-07                 | |       | 21' Marc Wagemakers 77' Patrick Ogunsoto 82' Dieter Dekelver                                                                                   | Opstelling Sint-Truiden: Bart Deelkens, Nicky Hayen, Landry Mulemo, Vilmos Vanczák, Kris Buvens, Carlos Mesquita, Pieter-Jan Van Oudenhove, Cephas Chimedza, Peter Delorge, Jeroen Simaeys, Peter Van Houdt Wissels Sint-Truiden: 61' Kris Buvens Henri Munyaneza 74' Carlos Mesquita Egon Wisniowski 78' Pieter-Jan Van Oudenhove Hamdi Bouslama |
| | |       | | |
| Vrijdag 23 februari 2007, 20:30 uur                                                                                           | Club Brugge | 1 - 0 | Sint-Truiden | |
| Jan Breydelstadion, Brugge Toeschouwers: 23.805 Scheidsrechter: Peter Vervecken Speeldag 23 Eerste Klasse 2006-07             | Sven Vermant 53' Philippe Clement 57' Jeanvion Yulu-Matondo 86'                                                                     |       | 30' Henri Munyaneza 44' Jeroen Simaeys 58' Cephas Chimedza 87' Sander Debroux                                                                  | Opstelling Sint-Truiden: Frank Boeckx, Nicky Hayen, Landry Mulemo, Vilmos Vanczák, Carlos Mesquita, Pieter-Jan Van Oudenhove, Cephas Chimedza, Peter Delorge, Jeroen Simaeys, Asanda Sishuba, Henri Munyaneza Wissels Sint-Truiden: 60' Carlos Mesquita Sander Debroux 88' Pieter-Jan Van Oudenhove Hamdi Bouslama                                |
| | |       | | |
| Zaterdag 3 maart 2007, 20:00 uur                                                                                              | Sint-Truiden | 1 - 1 | Excelsior Moeskroen | |
| Staaien, Sint-Truiden Toeschouwers: 6.500 Scheidsrechter: Karim Saadoini Speeldag 24 Eerste Klasse 2006-07                    | Peter Van Houdt 20' Pieter-Jan Van Oudenhove 81'                                                                                    |       | 23' Michaël Niçoise 28' Geoffray Toyes 63' Alexandre Teklak                                                                                    | Opstelling Sint-Truiden: Frank Boeckx, Sander Debroux, Nicky Hayen, Landry Mulemo, Pieter-Jan Van Oudenhove, Vilmos Vanczák, Carlos Mesquita, Cephas Chimedza, Peter Delorge, Asanda Sishuba, Peter Van Houdt Wissels Sint-Truiden: 46' Carlos Mesquita Henri Munyaneza                                                                           |
| | |       | | |
| Zaterdag 10 maart 2007, 20:00 uur                                                                                             | KSC Lokeren | 1 - 1 | Sint-Truiden | |
| Daknamstadion, Lokeren Toeschouwers: 4.500 Scheidsrechter: Geert Barbry Speeldag 25 Eerste Klasse 2006-07                     | Mohamed Armoumen 10' |       | 19' (own) Vilmos Vanczák 36' Jeroen Simaeys | Opstelling Sint-Truiden: Frank Boeckx, Sander Debroux, Nicky Hayen, Landry Mulemo, Pieter-Jan Van Oudenhove, Vilmos Vanczák, Cephas Chimedza, Peter Delorge, Jeroen Simaeys, Asanda Sishuba, Peter Van Houdt Wissels Sint-Truiden: 78' Cephas Chimedza Rocky Peeters 89' Sander Debroux Kris Buvens                                               |
| | |       | | |
| Zaterdag 17 maart 2007, 20:00 uur                                                                                             | Sint-Truiden | 1 - 1 | Sporting Charleroi | |
| Staaien, Sint-Truiden Toeschouwers: 8.000 Scheidsrechter: Johny Ver Eecke Speeldag 26 Eerste Klasse 2006-07                   | Peter Delorge 35' Landry Mulemo 56' Peter Van Houdt 66' Peter Van Houdt 75'                                                         |       | 72' Cristian Leiva 74' Grégory Christ 78' Orlando Dos Santos Costa 83' Orlando Dos Santos Costa                                                | Opstelling Sint-Truiden: Frank Boeckx, Sander Debroux, Nicky Hayen, Landry Mulemo, Pieter-Jan Van Oudenhove, Vilmos Vanczák, Cephas Chimedza, Peter Delorge, Jeroen Simaeys, Asanda Sishuba, Peter Van Houdt Wissels Sint-Truiden: 46' Sander Debroux Marc Hendrikx 84' Cephas Chimedza Rocky Peeters 89' Asanda Sishuba Henri Munyaneza          |
| | |       | | |
| Zondag 1 april 2007, 20:30 uur                                                                                                | KRC Genk | 2 - 0 | Sint-Truiden | |
| Fenixstadion, Genk Toeschouwers: 22.000 Scheidsrechter: Johan Verbist Speeldag 27 Eerste Klasse 2006-07                       | Eric Matoukou 14' Tom Soetaers 36'                                                                                                  |       | 33' Asanda Sishuba 35' Peter Delorge 83' Pieter-Jan Van Oudenhove                                                                              | Opstelling Sint-Truiden: Frank Boeckx, Sander Debroux, Nicky Hayen, Landry Mulemo, Pieter-Jan Van Oudenhove, Vilmos Vanczák, Peter Delorge, Marc Hendrikx, Rocky Peeters, Jeroen Simaeys, Asanda Sishuba Wissels Sint-Truiden: 27' Jeroen Simaeys Cephas Chimedza 74' Sander Debroux Henri Munyaneza                                              |
| | |       | | |
| Zaterdag 7 april 2007, 20:00 uur                                                                                              | Sint-Truiden | 2 - 2 | SV Zulte Waregem | |
| Staaien, Sint-Truiden Toeschouwers: 6.000 Scheidsrechter: Didier De Bock Speeldag 28 Eerste Klasse 2006-07                    | Vilmos Vanczák 68' Henri Munyaneza 73' Marc Hendrikx 77' Rocky Peeters 80'                                                          |       | 29' Sébastien Siani 54' Karel D'Haene | Opstelling Sint-Truiden: Frank Boeckx, Nicky Hayen, Landry Mulemo, Pieter-Jan Van Oudenhove, Vilmos Vanczák, Cephas Chimedza, Peter Delorge, Marc Hendrikx, Rocky Peeters, Asanda Sishuba, Peter Van Houdt Wissels Sint-Truiden: 17' Peter Van Houdt Henri Munyaneza 73' Cephas Chimedza Sander Debroux                                           |
| | |       | | |
| Zaterdag 14 april 2007, 20:00 uur                                                                                             | SK Lierse | 0 - 0 | Sint-Truiden | |
| Herman Vanderpoortenstadion, Lier Toeschouwers: 7.257 Scheidsrechter: Jean-Baptist Bultynck Speeldag 29 Eerste Klasse 2006-07 | Charlie Miller 57' |       | 21' Cephas Chimedza 57' Landry Mulemo | Opstelling Sint-Truiden: Frank Boeckx, Sander Debroux, Nicky Hayen, Landry Mulemo, Pieter-Jan Van Oudenhove, Vilmos Vanczák, Cephas Chimedza, Marc Hendrikx, Rocky Peeters, Asanda Sishuba, Henri Munyaneza Wissels Sint-Truiden: 22' Rocky Peeters Jeroen Appeltans 75' Cephas Chimedza Egon Wisniowski 85' Jeroen Appeltans Carlos Mesquita     |
| | |       | | |
| Zaterdag 21 april 2007, 20:00 uur                                                                                             | Sint-Truiden | 0 - 3 | Standard Luik | |
| Staaien, Sint-Truiden Toeschouwers: 10.500 Scheidsrechter: Jérôme Efong Nzolo Speeldag 30 Eerste Klasse 2006-07               | Sander Debroux 19' Landry Mulemo 34'                                                                                                |       | 15' Eric Deflandre 30' Igor De Camargo 44' Marouane Fellaini 48' Axel Witsel 73' Bonfim Costa Dante 75' Karel Geraerts 90' Maboula Ali Lukunku | Opstelling Sint-Truiden: Frank Boeckx, Sander Debroux, Nicky Hayen, Landry Mulemo, Pieter-Jan Van Oudenhove, Vilmos Vanczák, Peter Delorge, Marc Hendrikx, Jeroen Simaeys, Asanda Sishuba, Peter Van Houdt Wissels Sint-Truiden: 46' Peter Van Houdt Henri Munyaneza 68' Pieter-Jan Van Oudenhove Carlos Mesquita                                 |
| | |       | | |
| Zaterdag 28 april 2007, 20:00 uur                                                                                             | Cercle Brugge | 0 - 1 | Sint-Truiden | |
| Jan Breydelstadion, Brugge Toeschouwers: 4.050 Scheidsrechter: Peter Jordens Speeldag 31 Eerste Klasse 2006-07                | Bram Vandenbussche 89' |       | 37' Asanda Sishuba 39' Pieter-Jan Van Oudenhove 82' Vilmos Vanczák                                                                             | Opstelling Sint-Truiden: Frank Boeckx, Nicky Hayen, Pieter-Jan Van Oudenhove, Vilmos Vanczák, Egon Wisniowski, Peter Delorge, Marc Hendrikx, Rocky Peeters, Jeroen Simaeys, Asanda Sishuba, Henri Munyaneza Wissels Sint-Truiden: 65' Henri Munyaneza Cephas Chimedza 89' Peter Delorge Jonas Bogaerts 89' Asanda Sishuba Hamdi Bouslama          |
| | |       | | |
| Zaterdag 5 mei 2007, 20:00 uur                                                                                                | Sint-Truiden | 0 - 1 | AA Gent | |
| Staaien, Sint-Truiden Toeschouwers: 6.500 Scheidsrechter: Peter Vervecken Speeldag 32 Eerste Klasse 2006-07                   | Peter Delorge 50' |       | 44' Christophe Grégoire 73' Bryan Ruiz 89' Alin Stoica                                                                                         | Opstelling Sint-Truiden: Simon Mignolet, Nicky Hayen, Landry Mulemo, Vilmos Vanczák, Egon Wisniowski, Cephas Chimedza, Peter Delorge, Marc Hendrikx, Rocky Peeters, Jeroen Simaeys, Asanda Sishuba Wissels Sint-Truiden: 46' Jeroen Simaeys Henri Munyaneza 65' Rocky Peeters Jonas Bogaerts                                                      |
| | |       | | |
| Zaterdag 12 mei 2007, 20:00 uur                                                                                               | KSV Roeselare | 3 - 2 | Sint-Truiden | |
| Schiervelde, Roeselare Toeschouwers: 4.500 Scheidsrechter: Johny Ver Eecke Speeldag 33 Eerste Klasse 2006-07                  | Sébastien Dufoor 10' Sami Allagui 17' Koen De Vleeschauwer 72' Koen De Vleeschauwer 74' Björn Smits 85'                             |       | 34' Cephas Chimedza 52' Vilmos Vanczák 71' Asanda Sishuba 75' Cephas Chimedza 79' Simon Mignolet                                               | Opstelling Sint-Truiden: Simon Mignolet, Nicky Hayen, Landry Mulemo, Vilmos Vanczák, Egon Wisniowski, Cephas Chimedza, Peter Delorge, Marc Hendrikx, Rocky Peeters, Dennis Raggers, Asanda Sishuba Wissels Sint-Truiden: 35' Marc Hendrikx Jeroen Simaeys 68' Rocky Peeters Henri Munyaneza 79' Dennis Raggers Gaetan Joannes                     |
| | |       | | |
| Zaterdag 19 mei 2007, 20:00 uur                                                                                               | Sint-Truiden | 3 - 2 | KSK Beveren | |
| Staaien, Sint-Truiden Toeschouwers: 7.300 Scheidsrechter: Johan Verbist Speeldag 34 Eerste Klasse 2006-07                     | Asanda Sishuba 4' Pieter-Jan Van Oudenhove 37' Egon Wisniowski 59' Jeroen Appeltans 62' Jeroen Simaeys 89'                          |       | 8' Mahamadou Dissa 27' Alain Koudou 44' Alexandre Tokpa 83' Ebrahima Sawaneh                                                                   | Opstelling Sint-Truiden: Frank Boeckx, Nicky Hayen, Landry Mulemo, Pieter-Jan Van Oudenhove, Egon Wisniowski, Cephas Chimedza, Peter Delorge, Marc Hendrikx, Rocky Peeters, Jeroen Simaeys, Asanda Sishuba Wissels Sint-Truiden: 32' Marc Hendrikx Jeroen Appeltans 83' Cephas Chimedza Giel Deferm                                               |

#### Resultaten per speeldag
| Speeldag  | 1  | 2  | 3  | 4  | 5  | 6  | 7  | 8  | 9  | 10 | 11 | 12 | 13 | 14 | 15 | 16 | 17 | 18 | 19 | 20 | 21 | 22 | 23 | 24 | 25 | 26 | 27 | 28 | 29 | 30 | 31 | 32 | 33 | 34 |
| --------- | -- | -- | -- | -- | -- | -- | -- | -- | -- | -- | -- | -- | -- | -- | -- | -- | -- | -- | -- | -- | -- | -- | -- | -- | -- | -- | -- | -- | -- | -- | -- | -- | -- | -- |
| Resultaat | v  | v  | g  | w  | v  | v  | v  | w  | v  | v  | v  | w  | w  | w  | v  | g  | w  | v  | w  | g  | v  | v  | v  | g  | g  | g  | v  | g  | g  | v  | w  | v  | v  | w  |
| Punten    | 0  | 0  | 1  | 4  | 4  | 4  | 4  | 7  | 7  | 7  | 7  | 10 | 13 | 16 | 16 | 17 | 20 | 20 | 23 | 24 | 24 | 24 | 24 | 25 | 26 | 27 | 27 | 28 | 29 | 29 | 32 | 32 | 32 | 35 |
| Positie   | 17 | 16 | 15 | 12 | 13 | 16 | 16 | 16 | 17 | 17 | 17 | 17 | 16 | 13 | 14 | 13 | 12 | 13 | 10 | 10 | 12 | 13 | 13 | 13 | 14 | 12 | 14 | 14 | 15 | 15 | 15 | 15 | 15 | 15 |

#### Eindstand
| Pl. | Club                | Gesp. | W  | G  | V  | GV | GT | Ptn. | Kwalificatie of degradatie        |
| --- | ------------------- | ----- | -- | -- | -- | -- | -- | ---- | --------------------------------- |
| 1   | RSC Anderlecht      | 34    | 23 | 8  | 3  | 70 | 30 | 77   | Derde voorronde Champions League  |
| 2   | KRC Genk            | 34    | 22 | 6  | 6  | 71 | 37 | 72   | Tweede voorronde Champions League |
| 3   | Standard Luik       | 34    | 19 | 7  | 8  | 62 | 38 | 64   | Tweede voorronde UEFA Cup         |
| 4   | AA Gent             | 34    | 18 | 6  | 10 | 56 | 40 | 60   | Tweede ronde Intertoto Cup        |
| 5   | Sporting Charleroi  | 34    | 17 | 9  | 8  | 51 | 40 | 60   |                                   |
| 6   | Club Brugge         | 34    | 14 | 9  | 11 | 58 | 40 | 51   | Eerste ronde UEFA Cup             |
| 7   | Germinal Beerschot  | 34    | 14 | 9  | 11 | 52 | 46 | 51   |                                   |
| 8   | KVC Westerlo        | 34    | 12 | 10 | 12 | 41 | 44 | 46   |                                   |
| 9   | RAEC Bergen         | 34    | 12 | 8  | 14 | 41 | 41 | 44   |                                   |
| 10  | Excelsior Moeskroen | 34    | 10 | 12 | 12 | 51 | 55 | 42   |                                   |
| 11  | KSV Roeselare       | 34    | 10 | 9  | 15 | 50 | 72 | 39   |                                   |
| 12  | Cercle Brugge       | 34    | 10 | 8  | 16 | 31 | 36 | 38   |                                   |
| 13  | FC Brussels         | 34    | 8  | 14 | 12 | 39 | 50 | 38   |                                   |
| 14  | SV Zulte Waregem    | 34    | 9  | 10 | 15 | 40 | 54 | 37   |                                   |
| 15  | Sint-Truiden        | 34    | 9  | 8  | 17 | 39 | 52 | 35   |                                   |
| 16  | KSC Lokeren         | 34    | 5  | 15 | 14 | 32 | 48 | 30   |                                   |
| 17  | SK Lierse           | 34    | 6  | 8  | 20 | 33 | 66 | 26   | Eindronde voor degradatie         |
| 18  | KSK Beveren         | 34    | 5  | 10 | 19 | 31 | 64 | 25   | Degradatie naar Tweede Klasse     |

## Beker van België
| |                                                                   |                            |                                                                              | |
| Zondag 22 oktober 2006, 16:00 uur                                                                                            | Cappellen FC                                                      | 1 - 1 strafschoppen: 2 - 3 | Sint-Truiden                                                                 | |
| Jos Van Wellenstadion, Kapellen Toeschouwers: 850 Scheidsrechter: Gaëtan Simon 1/16de finales Beker van België 2006-07       | Tim De Keyser (pen.) 89'                                          |                            | 19' Peter Van Houdt 27' Jeroen Simaeys 74' Jeroen Simaeys 119' Marc Hendrikx | Opstelling Sint-Truiden: Bart Deelkens, Sander Debroux, Nicky Hayen, Jeroen Simaeys, Vilmos Vanczák, Kris Buvens, Peter Delorge, Marc Hendrikx, Marco Nijs, Henri Munyaneza, Peter Van Houdt Wissels Sint-Truiden: 46' Marco Nijs Asanda Sishuba 73' Kris Buvens Ilija Stolica |
| |                                                                   |                            |                                                                              | |
| Zondag 14 januari 2007, 14:00 uur                                                                                            | KV Kortrijk                                                       | 4 - 2                      | Sint-Truiden                                                                 | |
| Guldensporenstadion, Kortrijk Toeschouwers: 2.300 Scheidsrechter: Joeri Van de Velde 1/8ste finales Beker van België 2006-07 | Mehdi Makhloufi 5' Daniel Calvo 44' Aloys Nong 48' Jo Vermast 56' |                            | 6' Marc Hendrikx 58' Hamdi Bouslama 65' Hamdi Bouslama                       | Opstelling Sint-Truiden: Bart Deelkens, Sander Debroux, Nicky Hayen, Landry Mulemo, Rocky Peeters, Kris Buvens, Peter Delorge, Marc Hendrikx, Asanda Sishuba, Henri Munyaneza, Peter Van Houdt Wissels Sint-Truiden: 46' Rocky Peeters Hamdi Bouslama                          |